# Faramea acuminatissima
Faramea acuminatissima är en måreväxtart som beskrevs av Johannes Müller Argoviensis. Faramea acuminatissima ingår i släktet Faramea och familjen måreväxter. Inga underarter finns listade i Catalogue of Life.